# Bubaris sarai
Bubaris sarai är en svampdjursart som beskrevs av Ilan, Ben-Eliahu och Bella S. Galil 1994. Bubaris sarai ingår i släktet Bubaris och familjen Bubaridae. Inga underarter finns listade i Catalogue of Life.